# Вила ди Мецо (Болоња)
Вила ди Мецо (итал. Villa di Mezzo) је насеље у Италији у округу Болоња, региону Емилија-Ромања.
Према процени из 2011. у насељу је живело 26 становника. Насеље се налази на надморској висини од 714 м.